# Quyền LGBT năm 2024
Dưới đây là các sự kiện đáng chú ý trong lịch sử về quyền LGBT diễn ra trong năm 2024.

## Sự kiện

### Tháng 1
- 1 – Hôn nhân cùng giới được hợp pháp hóa tại Estonia.[1]
- 9 – Gabriel Attal được bổ nhiệm làm Thủ tướng Pháp, trở thành người đồng tính công khai đầu tiên đứng đầu chính phủ nước này.[2]

### Tháng 2
- 15  –  Quốc hội Hy Lạp thông qua dự luật hợp pháp hóa hôn nhân cùng giới với 175 phiếu thuận trên 77 phiếu chống.[3][4]
- 16 – Luật hôn nhân cùng giới ở Hy Lạp chính thức có hiệu lực.[3][4]
- 22 – Westlock, Alberta ở Canada nhận được đa số phiếu để cấm treo các lá cờ tự hào.[5]
- 28 – Quốc hội Ghana thông qua dự luật chống LGBT rộng rãi, việc thúc đẩy hoặc vận động quyền LGBT có thể bị phạt 5 năm tù.[6]
- 29 – Hội đồng thành phố Cumberland của Úc bỏ phiếu cấm kể chuyện về drag queen trong các sự kiện của hội đồng.[7]

### Tháng 3
- 22 – Chính phủ New South Wales cấm liệu pháp chuyển đổi, bao gồm cả đối với công dân ngoài tiểu bang.[8]
- 27 – Hạ viện Thái Lan thông qua dự luật sơ bộ hợp pháp hóa hôn nhân cùng giới với 400 phiếu thuận trên 10 phiếu chống.[9][10]

### Tháng 4
- 12 – Quốc hội Liên bang Đức thông qua luật nới lỏng các thủ tục pháp lý về đổi tên và nhận dạng giới tính với 374 phiếu thuận trên 251 phiếu chống.[11]
- 17 – Quốc hội Thụy Điển thông qua luật hạ thấp độ tuổi tối thiểu để thay đổi giới tính một cách hợp pháp từ 18 xuống 16 với 234 phiếu thuận trên 94 phiếu chống.[12]
- 19 – Ở Cộng hòa Séc, quan hệ đối tác cùng  giới có thêm quyền về thuế thu nhập, an sinh xã hội và nhận con nuôi. Cải cách có hiệu lực vào ngày 1 tháng 1 năm 2025.[13]
- 23 – Dominica hợp pháp hóa các hoạt động cùng giới.[14][15]
- 27 – Quốc hội Iraq bỏ phiếu hình sự hóa các mối quan hệ cùng giới, hành vi này có thể bị phạt tối đa 15 năm tù.[16][17][18]

### Tháng 5
- 1 – Giáo hội Giám lý Liên hiệp (UMC) cho phép hôn nhân cùng giới trong nhà thờ và bãi bỏ lệnh cấm kéo dài 40 năm đối với các giáo sĩ đồng tính.[19][20]
- 1 – Hội đồng thành phố Cumberland của Úc bỏ phiếu ủng hộ việc loại bỏ sách về nuôi dạy con của cha mẹ cùng giới trong thư viện hội đồng.[21][22][23][24]
- 15 - Hội đồng thành phố Cumberland của Úc bãi bỏ lệnh cấm sách về nuôi dạy con của cha mẹ cùng giới trong thư viện hội đồng, được thông qua 14 ngày trước đó.[25][26][27]
- 16 – Landtag (cơ quan lập pháp nhất viện) của Liechtenstein bãi bỏ lệnh cấm hôn nhân cùng giới. Luật này có hiệu lực từ ngày 1 tháng 1 năm 2025.[28]

### Tháng 6
- 18 – Thượng viện Thái Lan thông qua dự luật hợp pháp hóa hôn nhân cùng giới với 130 phiếu thuận trên 4 phiếu chống.[29]
- 21 – Tòa án tối cao Namibia ra phán quyết phi hình sự hóa các hành vi đồng tính luyến ái.[30]

### Tháng 7
- 12 – Tòa án tối cao Hà Lan ra phán quyết hợp pháp hóa hôn nhân cùng giới ở Aruba và Curaçao.[31]

### Tháng 8
- 7 – Quốc hội Bulgaria bỏ phiếu ủng hộ sửa đổi luật để cấm giảng dạy các chủ đề liên quan đến LGBTQ trong trường học.[32]
- 28 – Bộ Tài chính Ấn Độ đã ban hành một khuyến cáo tuyên bố rằng những người trong cộng đồng LGBTQ không phải đối mặt với bất kỳ hạn chế nào khi mở tài khoản ngân hàng chung hoặc chỉ định đối tác của họ làm người thụ hưởng.[33]

### Tháng 9
- 17 – Quốc hội Gruzia bỏ phiếu thông qua các luật do đảng Đảng Giấc mơ Gruzia đưa ra nhằm hạn chế quyền LGBT.[34]
- 24 – Quốc vương Thái Lan đã ký thành luật dự luật bình đẳng hôn nhân, giúp Thái Lan trở thành quốc gia đầu tiên ở Đông Nam Á công nhận hôn nhân cùng giới.[35][36]

### Tháng 10
- 3 – Chủ tịch Quốc hội Gruzia ký thành luật dự luật chống quyền của người LGBT.[37]